# Akce Návrat
Akce Návrat byla poprvé vyhlášena v roce 1955 komunistickým režimem v Československu a jejím cílem bylo rozbití široké základny československého exilu v zahraničí. Akci provázela masová kampaň, která slibovala beztrestnost a hmotné zabezpečení emigrantům, kteří se vrátí zpět do vlasti. K tomuto účelu byla založena fiktivní organizace „Hnutí emigrantů pro návrat domů“, jež začala k tomuto účelu vydávat propagandistický týdeník se zavádějícím názvem Hlas domova. (Hlas domova byl název již existujícího exilového periodika v Austrálii. Kromě zneužitého názvu tato z Prahy rozšiřovaná komunistická tiskovina navázala na exilové australské noviny i číslováním.)

## Amnestie
Amnestii pro emigranty vyhlásil s platností ode dne 9. května 1955 komunistický prezident Antonín Zápotocký. Amnestie měla platit šest měsíců, ale tato doba byla o jeden měsíc prodloužena. Československo nebylo první zemí východního bloku, která vyhlásila amnestii politickým uprchlíkům. První zemí bylo Bulharsko, jež amnestii pro emigranty vyhlásilo v listopadu 1953 na dobu jednoho roku a prodloužilo ji o další rok, druhou zemí bylo v dubnu 1955 Maďarsko. Podobně si počínalo Polsko i Východní Německo.
Československá amnestie se nevztahovala na osoby odsouzené za vyzvědačství, velezradu, sabotáž a podobné trestné činy, přičemž zdejší soudy posuzovaly výpovědi emigrantů zpovídaných americkými zpravodajskými orgány a západoněmeckou policií jako spáchaný trestný čin vyzvědačství. Lidé, kteří se do Československa vrátili, byli umístěni do „karantény“ v Sadské, kde byli vyslýcháni Statní bezpečností.

## Následné akce
- Akce Návrat se znovu opakovala v letech 1960, 1962, 1965, 1968, 1969 a poslední proběhla v roce 1973. Odhaduje se, že celkem z 200 tisíc uprchlíků se deset tisíc emigrantů vrátilo.[2][3] Nejvýznamnější osobností z řad navrátilců byl Lev Sychrava, k jeho případu se vyjádřil i Ferdinand Peroutka.[8]
- V roce 1977 byl zahájen proces Upravení vztahu s ČSSR. Za „urovnání vztahu“, které umožnilo emigrantům cestování bez překážek do ČSSR, požadovali komunisté platbu v dolarech – údajně ze vyškolení. Od doktorů požadovali i několik tisíc dolarů.[9]